# Nelson (Minnesota)
Nelson és una població dels Estats Units a l'estat de Minnesota. Segons el cens del 2000 tenia 172 habitants.

## Demografia
Segons el cens del 2000, Nelson tenia 172 habitants, 73 habitatges, i 44 famílies. La densitat de població era de 91 habitants per km².
Dels 73 habitatges en un 24,7% hi vivien nens de menys de 18 anys, en un 50,7% hi vivien parelles casades, en un 6,8% dones solteres, i en un 38,4% no eren unitats familiars. En el 28,8% dels habitatges hi vivien persones soles el 5,5% de les quals corresponia a persones de 65 anys o més que vivien soles. El nombre mitjà de persones vivint en cada habitatge era de 2,36 i el nombre mitjà de persones que vivien en cada família era de 2,96.
Per edats la població es repartia de la següent manera: un 23,8% tenia menys de 18 anys, un 11,6% entre 18 i 24, un 32% entre 25 i 44, un 22,7% de 45 a 60 i un 9,9% 65 anys o més.
L'edat mediana era de 35 anys. Per cada 100 dones de 18 o més anys hi havia 114,8 homes.
La renda mediana per habitatge era de 34.375 $ i la renda mediana per família de 35.694 $. Els homes tenien una renda mediana de 26.964 $ mentre que les dones 28.438 $. La renda per capita de la població era de 13.419 $. Entorn del 22% de les famílies i el 23,1% de la població estaven per davall del llindar de pobresa.

## Poblacions més properes
El següent diagrama mostra les poblacions més properes.